# Channiel (potomek Manassesa)
Chaniel (imię prawdopodobnie znaczy: „Bóg okazał łaskę” lub „łaska Boża”) – postać ze Starego Testamentu wspomniana w Księdze Liczb 34,23. Izraelita, syn Efoda z pokolenia Manassesa. Był on naczelnikiem reprezentującym swoje pokolenie podczas podziału Ziemi Obiecanej za dni Jozuego. Inny sposób oddania imienia to: Hanniel (Biblia gdańska), Haniel (Biblia Jakuba Wujka). 